# Colossendeis rostrata
Colossendeis rostrata is een zeespin uit de familie Colossendeidae. De soort behoort tot het geslacht Colossendeis. Colossendeis rostrata werd in 1994 voor het eerst wetenschappelijk beschreven door Turpaeva. 